# Mahia
Mahia (ماء الحياة) est un terme désignant de l'eau-de-vie issue de distillation de fruits (jujubes, figues, dattes, raisins...) et parfumée à l'anis. Son nom signifie littéralement « eau de vie » en arabe.
Originaire du Maroc, elle était historiquement produite par les Juifs avant leur exode massif dans la seconde moitié du XXe siècle.
Le mahia peut se déguster en digestif ou servir de base à des cocktails : elle se marie très bien avec le jus de grenade, l'eau de rose, le sirop de gingembre ou jus de mangue par exemple. On peut aussi y faire infuser des feuilles de fenouil, afin de renforcer son parfum anisé.
Aujourd'hui, mahia désigne bien souvent au Maroc de l'alcool frelaté vendu de façon informelle et consommé dans les quartiers défavorisés.